# Château de Trigance
Hrad Trigance se nachází ve francouzské obci Trigance ve francouzském departementu Var v regionu Provence-Alpes-Côte d'Azur. Zámek se nachází na ostrohu nad obcí na úpatí hory Sommet de Breis, která se tyčí do nadmořské výšky 1 280 metrů. Hrad se nachází v srdci regionální přírodní rezervace Gorges du Verdon a zdejší botanická stezka plná divoké místní flóry vede přímo k velkolepému kaňonu řeky Verdon.

## Historie
Tvrz v obci Trigance je zmiňována v letech 1037, 1056 a 1108. V roce 1252 zde měl práva hrabě z Provence.
Ve 12. století zde templáři vlastnili komendu Saint-Maymes (Saint-Maïmes), která jim byla po zrušení řádu v roce 1308 zkonfiskována.
Zmínky o hradu Trigance se objevují až ve 13. století. Obýval ho rod Pontevèsů, poté Romée de Villeneuve, hlavní rádce Raimonda-Bérengera IV. Provensálského, hraběte provensálského.
Ve 14. století královna Jana I. Neapolská darovala panství Jeanu I. de Raimondis, známému jako le Gros, poté panství patřilo postupně rodům Demandolx-la-Palud, Valbelle, Sainte-Tulle a Castellane, které se postupně v držení lenního panství Trigance vystřídaly v průběhu 15. až 18. století.

## Popis
Na ostrohu, který dominuje obci Trigance a levému břehu řeky Jabron, se nachází čtyřúhelníková hradba, kterou v rozích lemují okrouhlé věže s patkami (dochovaly se tři). Románská část hradu byla znovu využita při přestavbě na konci 14. nebo na počátku 15. století. V průběhu 16. století pak byly provedeny různé úpravy, z nichž zůstaly zachovány obytné, podzemní prostory a cisterny.
Hrad Trigance byl během francouzské revoluce zničen a archiv vypálen. Obyvatelé obce jej poté využívali jako zdroj stavebních materiálů a hrad zůstal v troskách.
Od roku 1960 byl hrad postupně obnovován a rekonstruován na hotel. Díky konzervátorsko-restaurátorským pracím respektujícím dosud zachované pozůstatky byl hrad od roku 1964 znovu využíván jako hotel-restaurace.
Hotel má 10 pokojů, včetně dvou apartmánů s vlastní terasou, které kombinují moderní komfort a středověkou výzdobu, všechny jsou odlišné, s postelemi s nebesy, gobelíny, starožitným nábytkem a látkami se středověkým dekorem.
Restaurace se nachází ve staré klenuté zbrojnici.

## Galerie

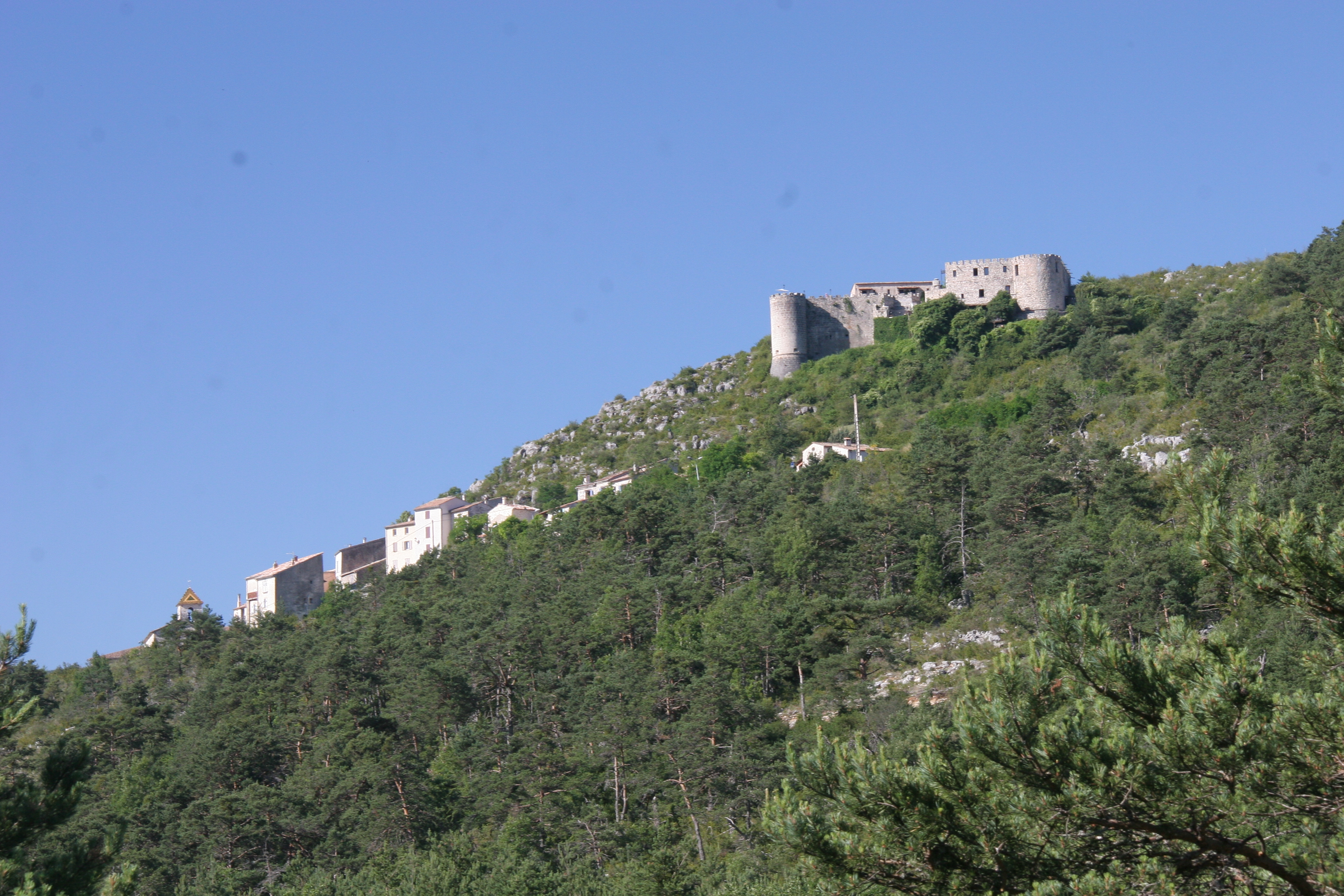
pohled na hrad Trigance
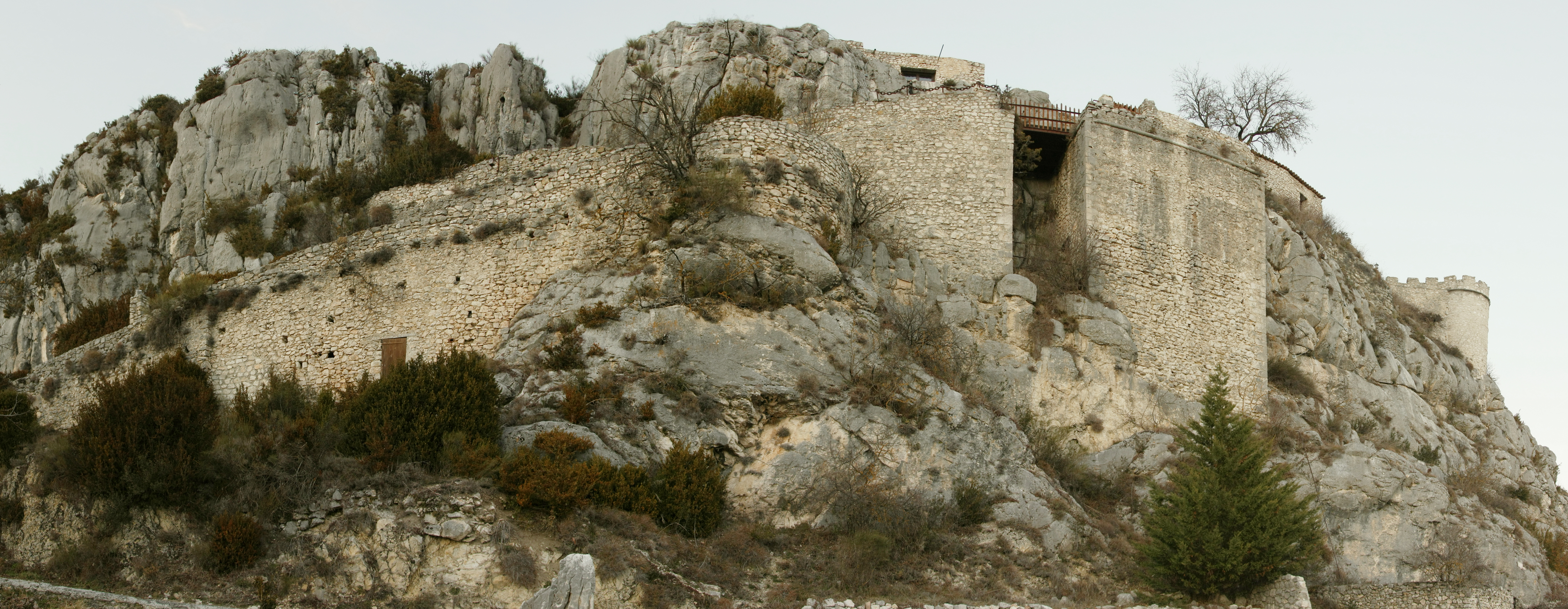
pohled na hrad Trigance
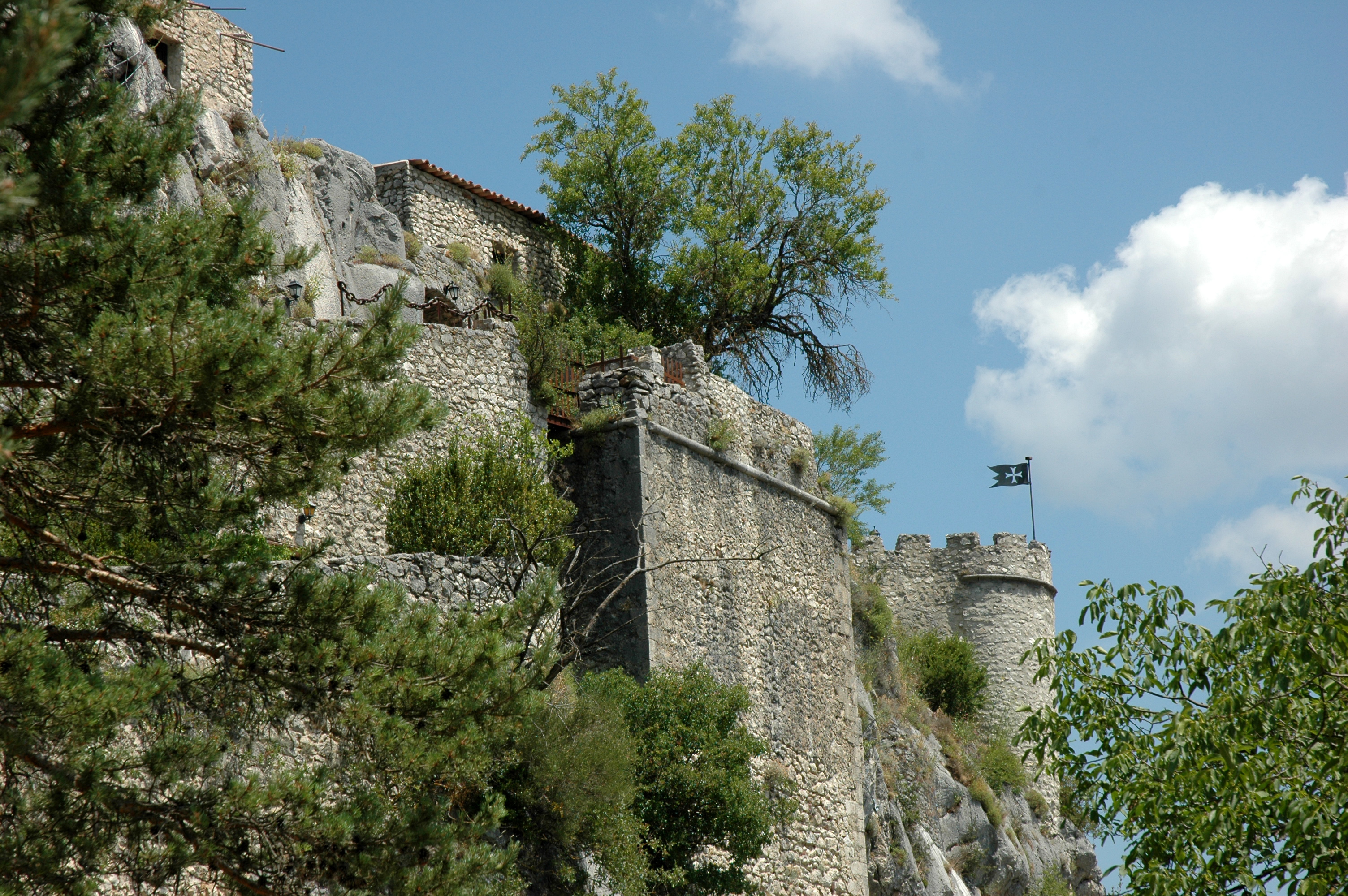
pohled na hrad Trigance
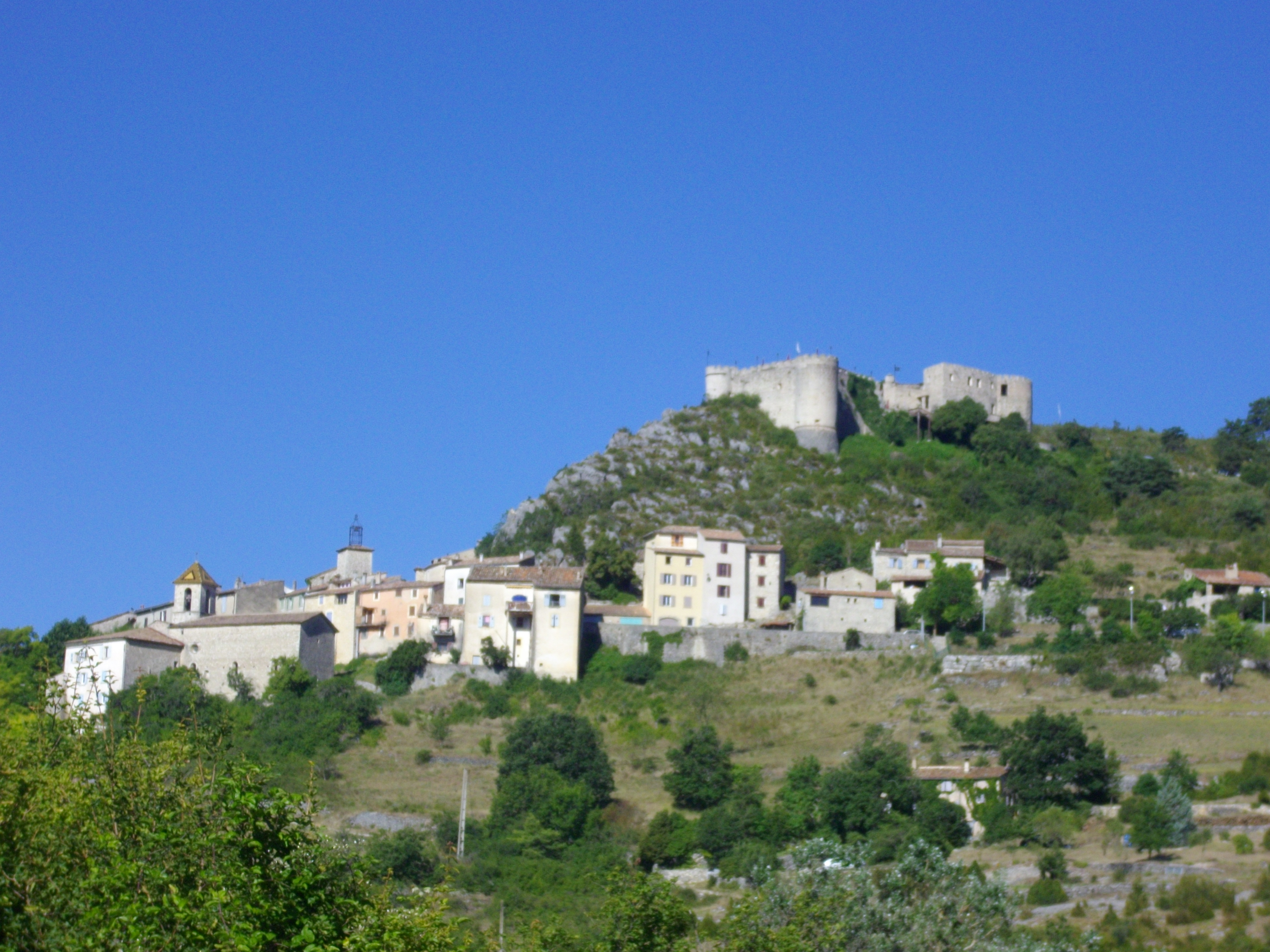
pohled na hrad Trigance
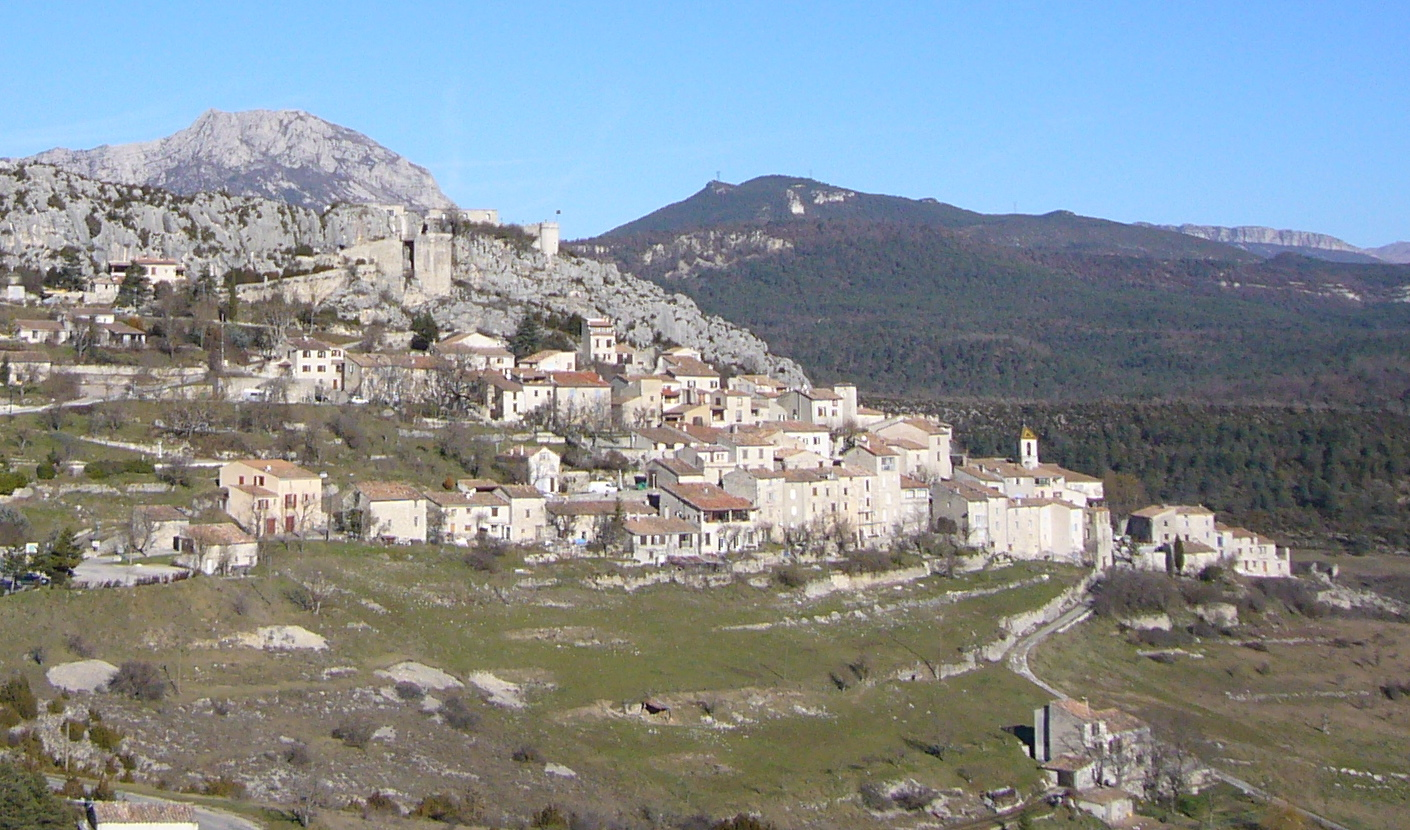
pohled na hrad Trigance
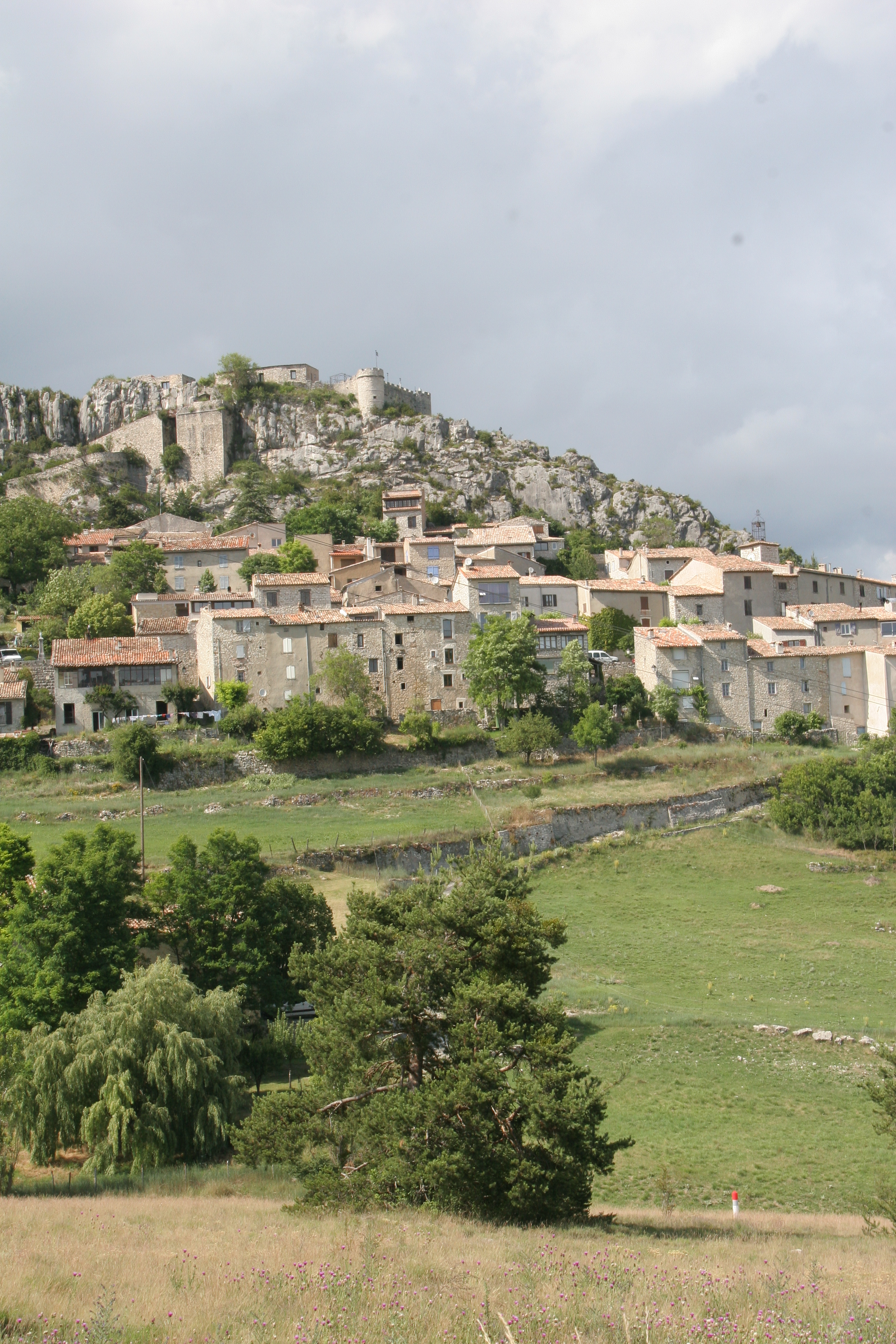
pohled na hrad Trigance